# Richard Becker (Politiker)
Richard Arnold Becker (* 10. Oktober 1884 in Saarbrücken; † 11. April 1969 ebenda) war ein saarländischer Politiker.

## Leben
Becker wurde als Sohn des Textilkaufmanns Arnold Becker (1853–1928) und dessen Ehefrau Gertrud Sinn (1860–1949) in St. Johann an der Saar geboren.
Er besuchte in Saarbrücken und Brilon das Gymnasium und studierte anschließend kurzzeitig an der Handelsschule im schweizerischen Freiburg. Es folgte eine Kaufmannslehre und ein einjähriger Militärdienst. Danach arbeitete er ab 1905 in den Betrieben seiner Eltern (C.A. Becker & Co., Saarbrücken, Frankfurt, Stuttgart).
Im Ersten Weltkrieg diente Becker, dekoriert mit dem Eisernen Kreuz beider Klassen sowie mit dem Ritterkreuz des Königlichen Hausordens von Hohenzollern, als Oberleutnant und Batterieführer. Nach dem Krieg trat er wieder in das Familienunternehmen ein und war dort als Geschäftsführer tätig. Becker setzte sich dafür ein, dass das Saargebiet weiterhin dem Deutschen Reich angehören sollte. So gehörte er im Jahr 1919 zu den Unterzeichnern einer Denkschrift an den US-amerikanischen Präsidenten Woodrow Wilson, in der hinsichtlich des Saargebietes die Gewährleistung des Selbstbestimmungsrechtes der Völker gefordert wurde:

„Wir Einwohner der Stadt und des Landkreises Saarbrücken, eines rein deutschen Gebietes, erheben feierlichst Einspruch gegen das in verschiedenen französischen Zeitungen hervorgetretene Verlangen, uns von unserem deutschen Vaterland zu trennen, und uns Frankreich, einem uns innerlich völlig fremden Lande, einzuverleiben. Wir sind Deutsche nach Abstammung, Sprache, Geschichte und Gesinnung. Wir wollen auch jetzt, in der Zeit des tiefen Unglücks mit unseren deutschen Brüdern und Schwestern vereint bleiben.“

Im Jahr 1920 war Becker Delegierter für das Saargebiet im Rat des Völkerbundes. Dem Landesrat gehört er als Vertreter des Zentrums, deren Mitglied er seit 1920 war, in allen vier Legislaturperioden (1922–1935) an.
Zur Honorierung seines prodeutschen Engagements bei der Saarabstimmung vom 13. Januar 1935 wurde er nach der Angliederung des Saargebietes an das Deutsche Reich von der NSDAP zum Ratsherrn der Stadt Saarbrücken ernannt. Mit der Einführung der „Deutschen Gemeindeordnung“ im Juli 1935 wurden die Stadtverordneten in Saarbrücken nicht mehr gewählt, sondern vom Oberbürgermeister und Beauftragten der NSDAP selbständig bestimmt. Der Oberbürgermeister selbst wurde ebenfalls durch Parteiverordnung der NSDAP ausgewählt. Damit war die demokratische Kommunalselbstverwaltung beendet. Das Ratsherren-Amt übte Becker bis zum Zusammenbruch des NS-Regimes im Jahr 1945 aus.
Am 13. Juni 1936 beantragte Becker die Aufnahme in die NSDAP und wurde rückwirkend zum 1. Juni desselben Jahres aufgenommen (Mitgliedsnummer 6.926.791).
Nach dem Zweiten Weltkrieg wurde Becker im Jahr 1949 Mitglied der Demokratischen Partei Saar (DPS), zu deren ersten Vorsitzenden er auf einem Parteitag am 2. Juli 1950 im Saarbrücker Johannishof bestimmt wurde. Richard Becker brachte die DPS, die anfänglich noch überwiegend den Autonomiekurs der saarländischen Landesregierung unter Ministerpräsident Johannes Hoffmann unterstützt hatte, auf streng prodeutschen Kurs. Becker gab später an, der Hirtenbrief des Trierer Bischofs Franz Rudolf Bornewasser vom 15. März 1947, in dem dieser anlässlich der saarländischen Autonomiepläne zur „Treue zum deutschen Vaterland“ aufrief, habe ihm den Mut gegeben, „sich den deutschfeindlichen Machenschaften der Regierung Hoffmann zu widersetzen“. Becker setzte besonders Heinrich Schneider als Gestalter der Parteipropaganda und „Trommler der DPS“ ein. Eine erste öffentliche Großkundgebung fand am 6. Mai 1951 in Saarbrücken statt.
Am 21. Mai 1951 wurde daraufhin die DPS wegen ihrer deutschlandfreundlichen und regierungsfeindlichen Ausrichtung verboten. Beckers Betriebe wurden boykottiert, weswegen er im Jahr 1952 seine kaufmännische Tätigkeit aufgeben musste. Darüber hinaus wurde Becker aufgrund seines prodeutschen Engagements aus dem Saarland ausgewiesen. Daraufhin verlagerte Becker die Haupttätigkeit seiner Partei in die Bundesrepublik. In Anbetracht seines fortgeschrittenen Alters übergab Becker die Parteileitung bald an Heinrich Schneider und Paul Simonis.
Nach der Wiederzulassung seiner Partei im Jahr 1955 wurde Becker zu deren Ehrenvorsitzenden ernannt und ihm gelang der Einzug in den Landtag des Saarlandes, dem er während der dritten Legislaturperiode (1955–1960) angehörte. Allerdings stimmte Becker am 23. Dezember 1956 im saarländischen Landtag dem Beitrittsbeschluss des Saarlandes zur Bundesrepublik Deutschland nicht zu. Hintergrund dieses Verhaltens war, dass Becker nach der Saarabstimmung vom 23. Oktober 1955 von der Bundesregierung verbindliche Vereinbarungen gefordert hatte, um die durch die Eingliederung des Saarlandes möglichen ökonomischen Nachteile für die saarländische Wirtschaft zu verhindern. Da diesem Ersuchen seines Erachtens von der Bundesregierung nicht entsprochen worden war, versagte die DPS dem Beitrittsbeschluss auf Betreiben Beckers schließlich die Zustimmung.

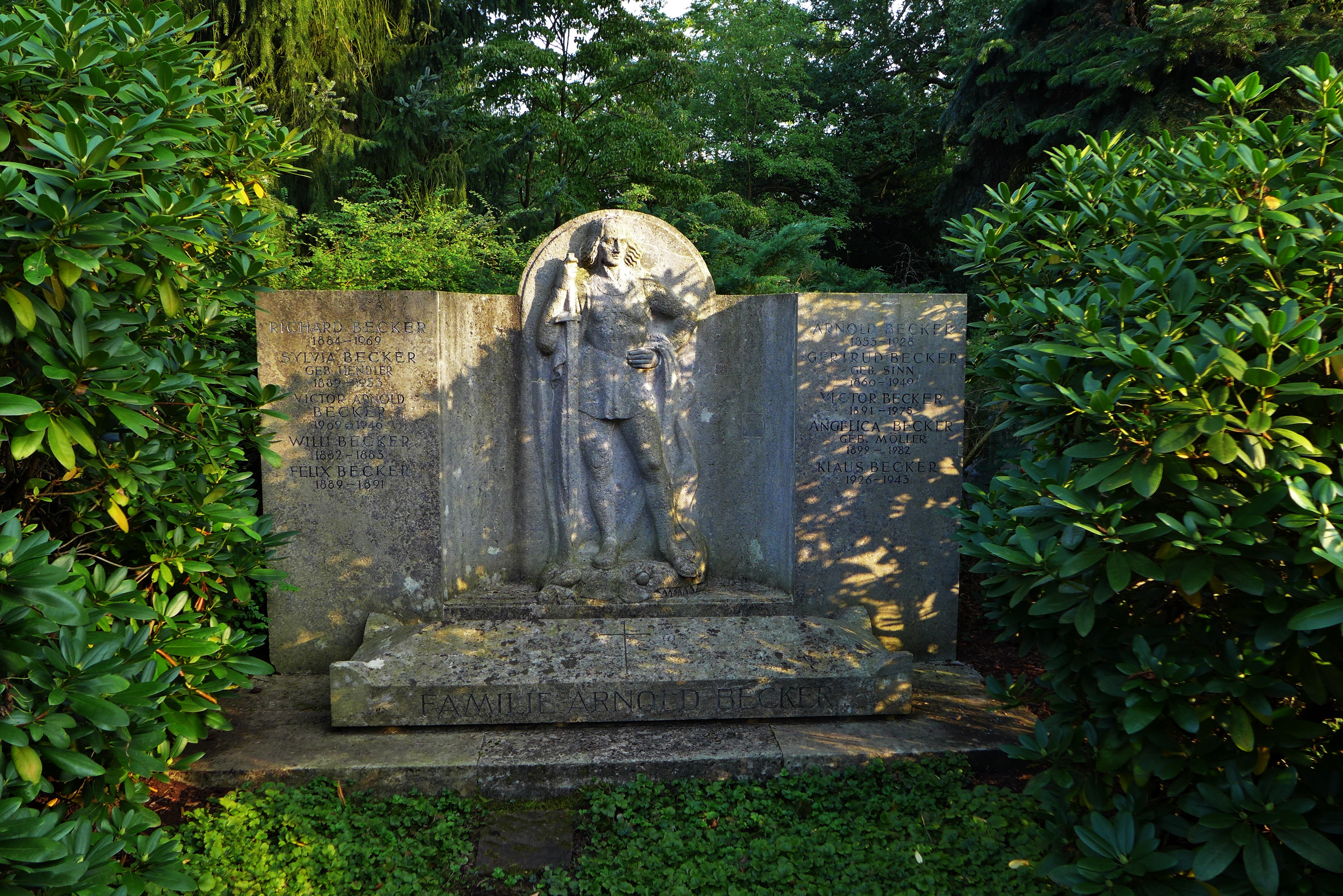
Saarbrücken, Friedhof St. Johann, Grabmal der Familie Becker mit der Reliefdarstellung des heiligen Georg mit dem Drachen

In der Folgezeit kam es zwischen Becker und Schneider zu zunehmenden politischen Differenzen, die in besonderem Maße hervortraten, als Schneider sich im Januar 1959 an einer Regierung mit der CVP beteiligen wollte und dieser seinen Wunsch mit einer Rücktrittsdrohung durchzusetzen versuchte. Nach der saarländischen Landtagswahl des Jahres 1961 weigerte sich Heinrich Schneider aufgrund von persönlicher Streitigkeiten mit Franz-Josef Röder darüber hinaus, an Regierungsverhandlungen teilzunehmen und den Koalitionsvertrag zu unterzeichnen. Becker warf ihm daraufhin mangelndes Verantwortungsbewusstsein vor. Als Schneider im Januar 1962 das Amt des Landesvorsitzenden seiner Partei aufgab und kurz darauf erklärte, unter bestimmten Voraussetzungen den abgegebenen Parteivorsitz wieder zu übernehmen, widersetzte sich Becker massiv diesen Plänen und positionierte Paul Simonis in diesem Amt.
Der saarländische Landtag wählte Becker zum Mitglied der dritten Bundesversammlung, die im Jahr 1959 Heinrich Lübke zum Bundespräsidenten wählte. Vom 22. Februar 1956 bis zur Wiedervereinigung mit Deutschland vertrat er das Saarland in der Beratenden Versammlung des Europarats.
Ab 1952 war Becker Ehrenvorsitzender des Gesamtverbands des saarländischen Großhandels. Im Jahr 1955 wurde er zum Ehrensenator der TU Berlin ernannt. Ab dem Jahr 1956 war er Ehrenmitglied der saarländischen Handelskammer und ab 1959 Ehrenbürger der Stadt Saarbrücken. Im Jahr 1960 zog sich Becker aus Altersgründen aus der aktiven Politik zurück und starb im Jahr 1969 im Alter von 84 Jahren in seiner Heimatstadt, wo er auf dem Friedhof in Saarbrücken-St. Johann bestattet wurde. Sein Nachlass ist im Landesarchiv Saarbrücken überliefert.

## Familie
Becker war seit 1909 mit der aus Saarbrücken stammenden Sylvia Hendler verheiratet. Er hatte zwei Söhne (Viktor Arnold und Ulrich) und eine Tochter (Christiane).

## Ehrungen
Im Saarbrücker Stadtteil St. Johann erinnert die „Senator-Richard-Becker-Straße“ an den Politiker. Im Jahr 1959 erfolgte die Ernennung zum Ehrenbürger der Stadt Saarbrücken sowie die Verleihung des Großen Bundesverdienstkreuzes mit Stern und Schulterband.